# 怠ける権利

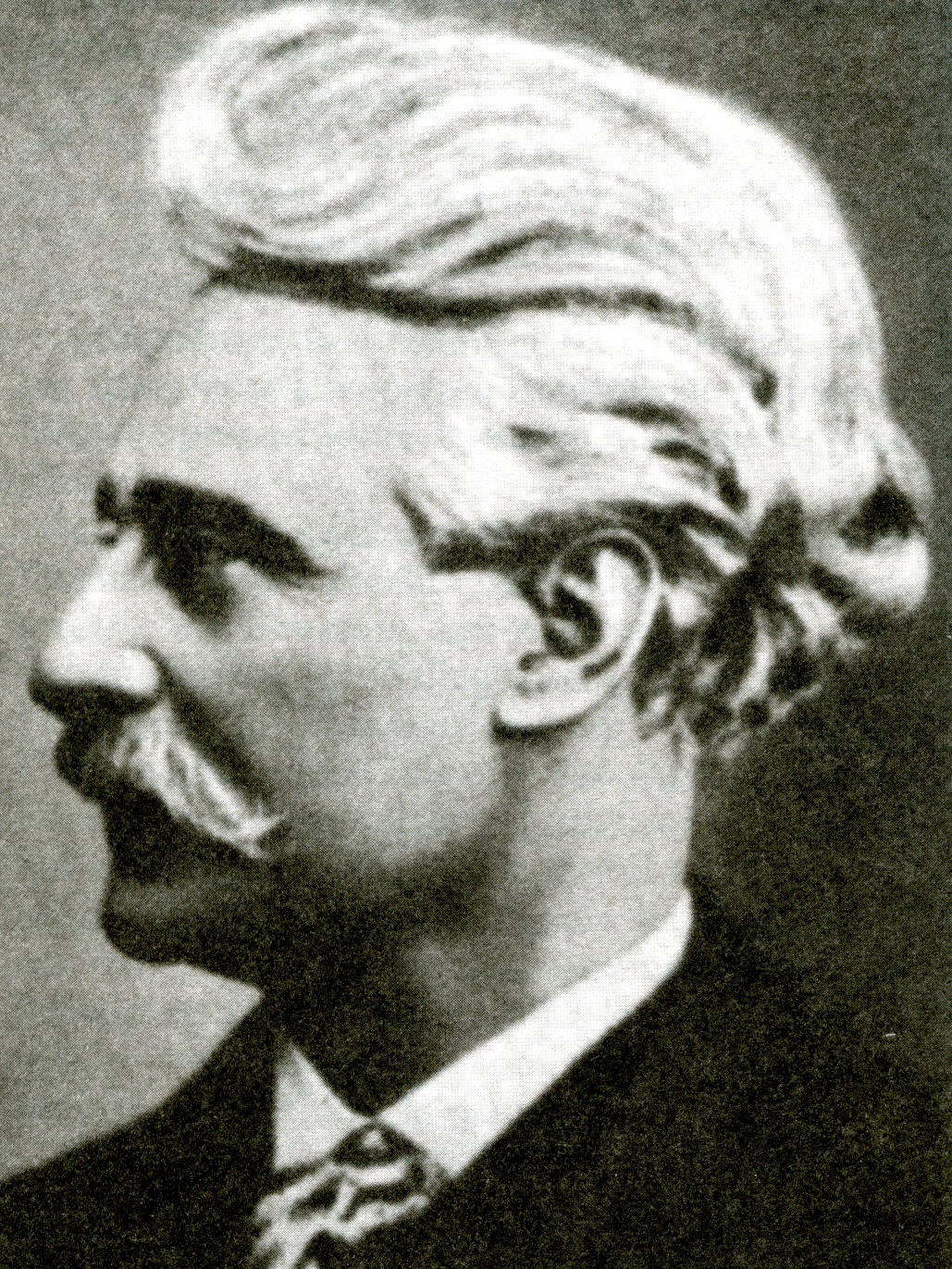
ポール・ラファルグ

『怠ける権利』(原題：Le droit à la paresse）は、1880年に『リガルテ』誌に発表されたフランスの社会主義者ポール・ラファルグのエッセイ。1848年の二月革命で打ち立てられた「働く権利」を攻撃し、怠惰を礼賛している。ヨーロッパ中の労働者階級や一般層に広く読まれ、詩人や芸術家にも影響を与えたことで知られる。

## 概要
『怠ける権利』は、直接的にはフランスの二月革命において掲げられた「働く権利」に対する反論である。さらにラファルグは「怠惰」を単なる個人的なモラルの問題ではなく、社会的な観点からとらえようとした。
 もしも労働者階級が、彼らを支配し、その本性を堕落させている悪疫を心の中から根絶し、資本主義開発の権利にほかならぬ人間の権利を要求するためではなく、悲惨になる権利にほかならぬ働く権利を要求するためではなく、すべての人間が一日三時間以上労働することを禁じる賃金鉄則を築くために、すさまじい力を揮って立ち上がるなら、大地は、老いたる大地は歓喜にふるえ、新しい世界が胎内で躍動するのを感じるだろう……。—ポール・ラファルグ『怠ける権利』
ラファルグは「労働者の権利」を論じたカール・マルクスの娘婿である。『怠ける権利』は、発表された当初こそマルクスの思想とは相容れないものとされることもあったが、現代ではむしろこのエッセイによって、ラファルグはフランスの労働者にマルクスの思想を広めようとしていたといわれる。ラファルグはエンゲルスと親しかったが、エンゲルスおよびマルクスの著作だけでなく書簡にも『怠ける権利』に対する言及はみつかっていない。
日本語訳を行った田淵晉也は、例えば銀行員が自分の「正直さ」を、教師が自分の「優しさ」を売る資本主義社会にあっては、ただ「怠惰」だけが自分のものであり続けることを指摘したことに本エッセイの現代的価値をみいだしている。『怠ける権利』あるいは「怠惰であること」に影響を受けた芸術家としてマルセル・デュシャンが知られている。
『怠ける権利』は、社会主義的思想の萌芽期において「余暇」について論じた最初期の著作とされている。